# Electra (Pléyade)

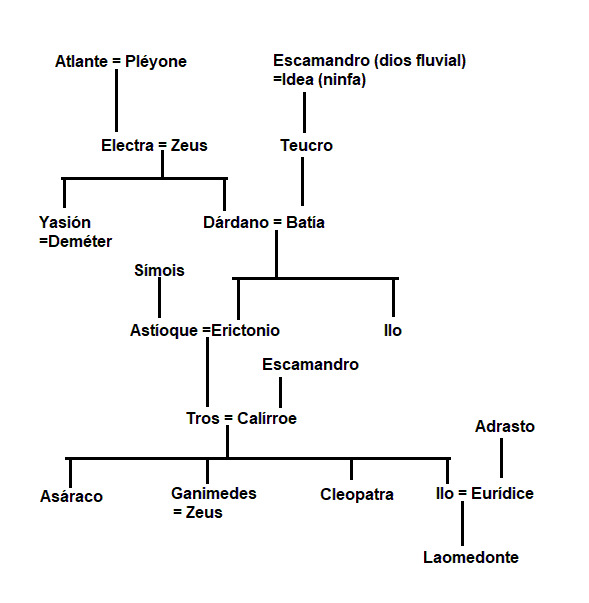
Descendencia de la Pléyade Electra (Apolodoro, Biblioteca III 12, 1-2)

Electra (en griego Ἠλέκτρα) es una de las siete Pléyades de la mitología griega, hija de Atlas y de Pléyone.  Otros la llaman Hemera.  Fue madre con Zeus de Dárdano, de Yasión o Eetión, de Ematión y, según algunos autores, de Harmonía. Electra, en el momento de su ultraje por parte de Zeus, buscó refugio junto a la imagen del Paladio, y Zeus arrojó tanto la estatua como a Ate al país ilíaco. De acuerdo a una leyenda Electra es la única de las Pléyades que se ha retirado del firmamento, apenada por la destrucción de Troya y su casa real, que desciende de la propia Pléyade. Electra le dio a su hija Harmonía, durante su boda con Cadmo, el aprendizaje de los ritos de la Gran madre de los dioses (esto es, Rea o Cibeles), que es invocada con címbalos y timbales. Boccaccio dice que Electra nació de la unión entre Atlante y Bona, hija de Dánao.
Electra da su nombre a la estrella homónima, de la nebulosa de las Pléyades.